# Anthony Horowitz
Anthony Horowitz, angleški pisatelj in scenarist, * 5. april 1956, Stanmore, Anglija.
Piše v glavnem pustolovske in akcijske romane za otroke ter mladino, v zadnjem času pa tudi kriminalke za odrasle. Napisal je tudi scenarije za več televizijskih serij in dva celovečerna filma.
Svojo prvo knjigo je napisal pri 23 letih.

## Dela
Njegova najbolj znana dela.

### serijaAlex Rider
- Operacija strela
- Point Blanc
- Okostnjakov otok
- Orlov napad
- Nevidni meč
- Angelski pristan
- Snakehead
- Crocodile Tears
- Scorpia Rising
- Never say die
- Russian Roulette
- Nightshade

### serijaMoč petih
- Krokarjeva vrata
- Zvezda zla
- Vzpon noči
- Mesto mrtvih
- Oblivion